# Wohn- und Wirtschaftsgebäude Am Steinberg 12
Das Wohn- und Wirtschaftsgebäude Am Steinberg 12 (Grashorn-Hof) in Dötlingen stammt aus dem 19. Jahrhundert.
Aktuell (2023) wird es als Wohnhaus und Yoga-Zentrum genutzt.
Das Gebäude steht unter Denkmalschutz (siehe auch Liste der Baudenkmale in Dötlingen).

## Geschichte
Das eingeschossige giebelständige Gebäude von 1863 (Inschrift im Giebelbalken) als Zweiständer-Hallenhaus in Fachwerk mit sichtbaren Steinausfachungen sowie mit reetgedecktem Krüppelwalmdach mit Niedersachsengiebel und Uhlenloch, sowie neueren Schleppdachgauben wurde zu einem Wohnhaus umgebaut und 2013 saniert. Dabei wurde die ehemalige Groote Door durch eine die Formen nicht aufnehmende Türanlage ersetzt.
Das Gebäude soll rund 100 Jahre vorher an einem anderen Ort gestanden haben und 1863 hier wieder aufgebaut worden sein.
Der ehemalige angrenzende Schweinestall in Fachwerk und mit Satteldach wurde danach abgerissen und mit zum Teil alten Materialien wieder aufgebaut.
Das Landesdenkmalamt befand: „…  geschichtliche Bedeutung … für die Baugeschichte und für die Volkskunde … .“